# Stazione di Barchetta
La stazione di Barchetta (in francese: Gare de Barchetta, in corso: Gara di Barchetta) è una fermata ferroviaria della linea Bastia – Ajaccio. Si trova nella frazione Barchetta di Volpajola.
Di proprietà della Collectivité Territoriale de la Corse (CTC), è gestita dalla Société nationale des chemins de fer français (SNCF).

## Storia
In origine era una stazione e quindi dotata del tipico fabbricato viaggiatori e di un binario per gli incroci. Successivamente fu declassata a fermata in piena linea e il secondo binario è stato disarmato.
Nell'ambito del rimodernamento della linea è stato ripristinato il secondo binario. Tuttavia, al 2010, la struttura non risulta attiva.

## Strutture ed impianti
Il fabbricato viaggiatori si presenta nella tipica forma delle piccole stazioni delle linee corse, con un'ala aggiuntiva sul lato orientale, in direzione di Bastia.
I due binari risultano serviti da due banchine.
È presente uno scalo merci con magazzino e piano caricatore.

## Movimento
L'impianto è fermata facoltativa della linea TER Bastia – Ajaccio, espletata dalla SNCF.